# Bronskronmal
Bronskronmal (Bucculatrix argentisignella) är en fjärilsart som beskrevs av Herrich-Schäffer 1855. Bronskronmal ingår i släktet Bucculatrix och familjen kronmalar. Enligt den finländska rödlistan är arten akut hotad i Finland. Arten har ej påträffats i Sverige. Artens livsmiljö är torra gräsmarker. Inga underarter finns listade i Catalogue of Life.